# Källsjö
Källsjö est un village en Halland, Suède. 

## Démographie
Le village avait une population de 120 habitants en 2020.